# 付梦印
付梦印（1964年11月—），男，内蒙古鄂尔多斯人，中国导航、制导与控制专家，教授、博士生导师，2021年当选中国工程院院士。现任南京理工大学校长。

## 简历
他长期在北京理工大学工作，曾任计算机科学技术学院与软件学院院长、自动化学院院长。
2013年5月，转任南京理工大学党委常委、副校长；
2015年7月，升任南京理工大学校长。